# Anna-Karin Granberg

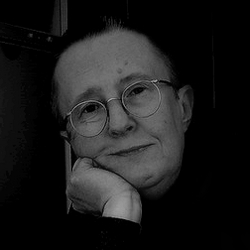
Anna-Karin Granberg (2011)

Anna-Karin Granberg, född 5 maj 1959 i Uppsala, är en svensk författare och poet.
Hon debuterade 1985 med diktsamlingen Hotell Pygmé, och fick 1992 sitt genombrott med den självutlämnande barndomsskildringen Där ingenting kan ses.
Hon har skrivit kulturjournalistik i tidningarna Arbetaren, Aftonbladet och Expressen.